# Carlstad Crusaders

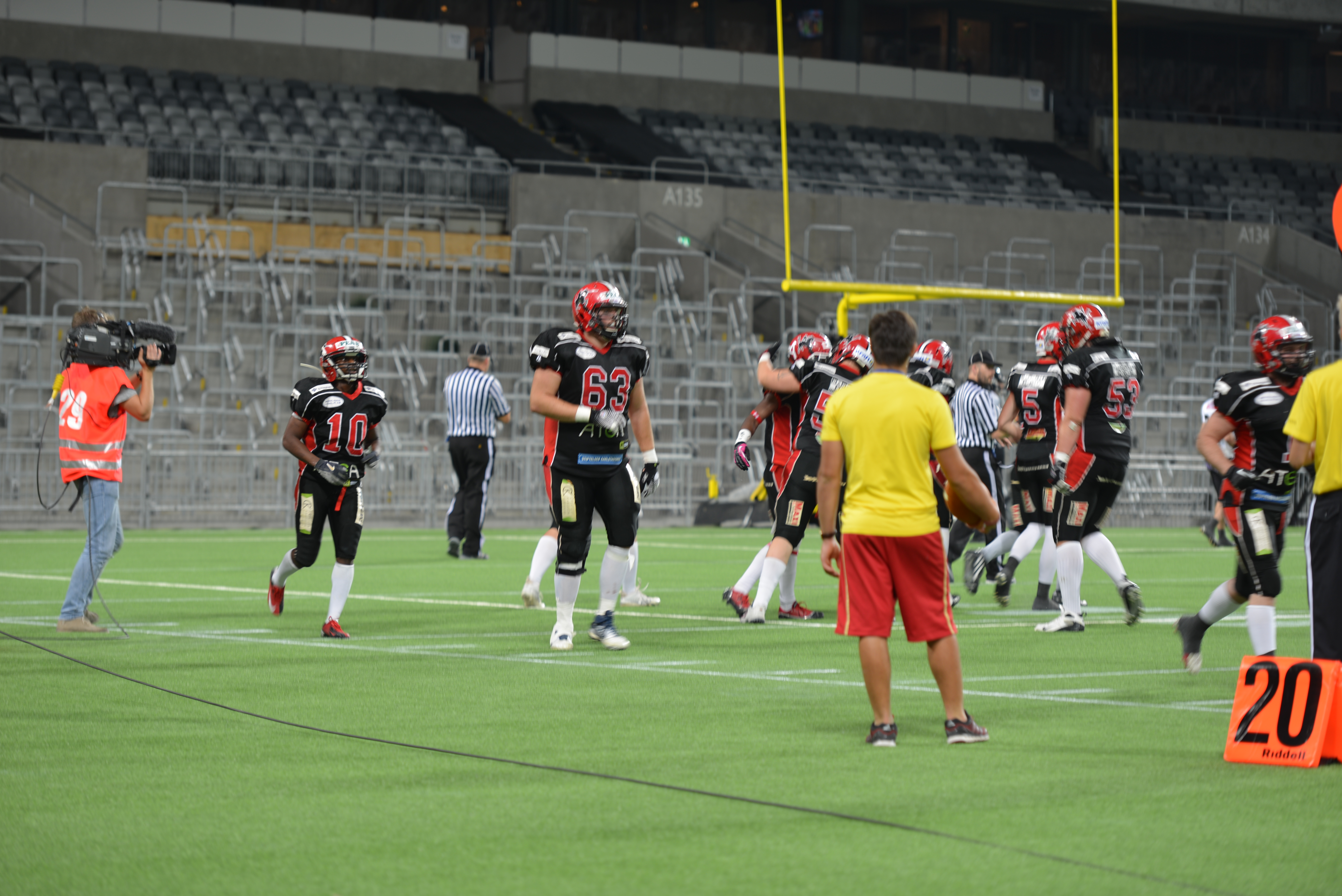
Carlstad Crusaders nach einem Touchdown im SM-Finale gegen die Örebro Black Knights

Die Carlstad Crusaders sind ein schwedisches American-Football-Team aus Karlstad. Gegründet wurde das Team 1990 in Forshaga, 1991 zog es nach Karlstad um.

## Geschichte
Den Ligaspielbetrieb nahmen die Crusaders 1992 auf, in der Division II västra (3. Liga) wo sie auf Anhieb den zweiten Platz belegte und damit in die Division I västra (2. Liga) aufstieg. In der Saison 1997 wurden die Crusaders ungeschlagen Meister der Division I norra und stiegen in die Superserien, die höchsten schwedischen Spielklasse auf. Gleich in ihrer ersten Saison erreichten sie die Play-offs. Auch in den Folgejahren erreichten  sie die Play-offs, scheiterten aber jeweils in der ersten Runde, dem Halbfinale. In der Saison 2002 zogen die Crusaders erstmals ins Endspiel um die Superserien ein, verloren jedoch gegen Stockholm Mean Machines. Von 2002 bis 2007 standen sie dann in jedem Finale, mussten sich aber wechselnden Gegner geschlagen geben, zweimal erst nach Verlängerung. Dafür konnte man 2003 den Sieg im EFAF Cup feiern. Nach Vorrundensiegen bei den Roskilde Kings (46:0) und den NFA Monarchs Kopenhagen (25:12) gewann man auch das Endspiel, in Innsbruck, gegen die Tyrolean Raiders mit 28:7. 2004 nahm man an der EFL teil, scheiterte aber in der Qualifikationsrunde am späteren Eurobowlsieger, den Vienna Vikings. In der Saison 2009 gewannen die Crusaders alle Spiele der Vorrunde. Im Endspiel mussten sie sich jedoch den Stockholm Mean Machines mit 20:24 geschlagen geben und wurden zum siebten Mal nur Vizemeister. Ein Jahr später gewannen sie dann zum ersten Mal die Schwedische Meisterschaft, was sie dann auch in den Folgejahren taten. Von 2010 bis 2017 gewannen die Crusaders acht Meistertitel in Folge und stellten damit einen neuen Rekord auf. Erst in der Saison 2018 wurde die Serie gebrochen und die Crusaders mussten sich im Finale dem Rekord-Champion Stockholm Mean Machines knapp mit 42:41 geschlagen geben.

## Erfolge
- 11× Schwedischer Meister: 2010–2017, 2020, 2024, 2025
- 9× Schwedischer Vizemeister: 2002–2007, 2009, 2018, 2019
- EFAF Cup: 2003
- IFAF Europe Champions League: 2015
- Scandinavian Cup: 2023

## Junioren
Auch das Juniorenprogramm der Crusaders hat einige Erfolge hervorgebracht. So konnte man den U19-Titel fünf Mal erringen (2000–2004), 1996 sowie 2015 und 2006 Vizemeister werden. In der Klasse U16 gelang 2002 der Meistertitel.